# Franco Mescolini
Franco Mescolini (Cesena, 26 luglio 1944 – Cesena, 12 aprile 2017) è stato un attore italiano.

## Biografia
Lavorò in tv e al cinema, facendosi dirigere soprattutto da Roberto Benigni: era lui a interpretare il ruolo del serial killer ne Il mostro e dell'ispettore scolastico ne La vita è bella.

## Filmografia

### Cinema
- Sabato italiano, regia di Luciano Manuzzi (1992)
- L'amore dopo, regia di Attilio Concari (1993)
- Il mostro, regia di Roberto Benigni (1994)
- Pasolini, un delitto italiano, regia di Marco Tullio Giordana (1995)
- Pugili, regia di Lino Capolicchio (1995)
- Vacanze di Natale '95, regia di Neri Parenti (1995)
- La vita è bella, regia di Roberto Benigni (1997)
- Pinocchio, regia di Roberto Benigni (2002)
- I giovani d'oggi, cortometraggio, regia di Giuseppe Gandini (2003)
- Gli ultimi, cortometraggio (2003)
- Ogni volta che te ne vai, regia di Davide Cocchi (2004)
- La tigre e la neve, regia di Roberto Benigni (2005)
- Tempo instabile con probabili schiarite, regia di Marco Pontecorvo (2015)

### Televisione
- Il passatore - miniserie TV, 1 episodio (1977)
- L'uomo difficile - film TV (1978)
- Tre passi nel delitto: Delitti imperfetti - film TV (1993)
- Il giovane Mussolini - miniserie TV, 3 episodi (1993)
- I ragazzi del muretto - serie TV, 1 episodio (1993)
- Non lasciamoci più - serie TV, 1 episodio (1999)
- Il Pirata - Marco Pantani - film TV (2007)